# Liberación de San Pedro (Battistello Caracciolo)
La Liberación de San Pedro es un pintura al óleo sobre lienzo (310×207 cm) de Battistello Caracciolo pintada en 1615 y conservada en el Pio Monte della Misericordia de Nápoles, Italia. 

## Historia y descripción
El encargo del lienzo se confió primero a Carlo Sellitto en 1614; luego, debido a su prematura muerte (a los 33 años) ese mismo año, el encargo se traspasó al año siguiente, a instancias de Giovanni Battista Manso, promotor del Pío Monte y fundador de la Academia de los Ociosos de Nápoles en 1611, a Caracciolo.
Como atestigua un documento de los archivos del Pio Monte, Caracciolo recibió del instituto una retribución de 100 ducados por la realización de la obra.
Como su nombre lo indica cuadro representa el relato bíblico conocido como la liberación de San Pedro, este narra cuando San Pedro siendo liberado por el ángel y caminando entre los soldados dormidos, como se recoge en los Hechos de los Apóstoles 5:19. La escena describe iconográficamente el acto misericordioso de «visitar a los encarcelados». 
Es uno de los cuadros más importantes del Nápoles de principios del siglo XVII, hasta el punto de que muchos pintores que trabajaban en Nápoles en el mismo siglo se hicieron eco de su composición. También hay varias referencias estilísticas que vinculan la ejecución de la escena con la de los Siete obras de misericordia de Caravaggio, más compleja, que decora el altar mayor de la misma iglesia: sobre todo, destaca el soldado desnudo del primer plano, cubierto por un paño rojo. Este detalle del cuadro de Merisi fue repetido por muchos pintores de la zona napolitana, como Massimo Stanzione, Francesco Fracanzano y Battistello.
El escenario nocturno del cuadro en el que destacan los personajes de la historia, iluminados por una luz que atraviesa la escena, muestra en sus rostros y aspectos todo el naturalismo resultante de las influencias caravaggiescas de Caracciolo. También es evidente en el estilo la elegancia de ciertos pasajes y cierto preciosismo material que se encuentra en los ropajes del ángel o en el vestido rojo barnizado de San Pedro, que recuerdan efectos similares de Orazio Gentileschi, cuyo taller Battistello frecuentaba durante sus viajes de estudio a Roma, y Cecco del Caravaggio. Por último, no faltan referencias del siglo XVI, como los centinelas retomados por Rafael en su versión de la Liberación de San Pedro pintada para la Sala de Heliodoro de las estancias vaticanas de Roma.
Además, según investigaciones más recientes, algunos críticos creen que es posible rastrear la composición del cuadro de Caracciolo hasta otro lienzo que Caravaggio pintó para la iglesia de Sant'Anna dei Lombardi, posteriormente perdido en el terremoto de 1805 que destruyó todo el complejo religioso. De hecho, la pintura de Merisi de la escena de la Resurrección de Cristo fue descrita por el grabador Charles-Nicolas Cochin durante su viaje a Nápoles a mediados del siglo XVIII, afirmando: «[...] es una imagen muy singular. Cristo no está en el aire, camina entre los guardias, entre los soldados delante de su tumba, y esto da una idea baja de la Resurrección y hace que parezca un culpable escapando de sus captores».